# Cédric Carrasso
Cédric Carrasso (født 30. december 1981 i Avignon, Frankrig) er en fransk fodboldspiller, der spiller som målmand i Galatasaray i Tyrkiet. Han har tidligere spillet for Bordeaux, Toulouse, Olympique Marseille, samt på lejebasis for En Avant Guingamp og engelske Crystal Palace F.C.
Hans lillebror, Johann Carrasso er også målmand på eliteplan.

## Landshold
Carrasso har (pr. marts 2018) spillet én kamp for Frankrigs landshold, og har været udtaget som reservemålmand til VM i 2010 i Sydafrika.